# BlackBook
Чорна книга (англ. BlackBook) — пригодницька відеогра, розроблена Morteshka і видана HypeTrain Digital. Гра вийшла 10 серпня 2021 року.
Дія гри відбувається в Російській імперії XIX століття і в значній мірі натхненна російським фольклором. Для забезпечення достовірності зображення міфів і реальних локацій, розробники працювали разом з російськими антропологами.

## Ігровий процес
У грі гравці керують Василісою — молодою чарівницею, яка подорожує по сільській місцевості Росії, допомагаючи простим людям на своєму шляху шляхом, вирішуванням головоломки і вступати в бій, використовуючи карткову бойову систему для побудови колоди. Протягом усієї подорожі вибір, зроблений гравцем, впливатиме на сюжет і загальний перебіг гри.
До кожного бою гравцю треба сформувати колоду, вибираючи різні карти (на атаку, захист або ефекти), які поділяються на два основні види: накази (карти з основними діями) та ключі (необхідні для завершення змови). У колоді може бути не менше 13 і не більше 33 карток, за один хід можна задіяти максимум 18 з них. Перший хід, як правило, робить Василіса, але ряд противників можуть ходити першими залежно від кількості карток у змові (що менше — тим раніше). Деякі карти (підписані словом «Крада») одноразові і після застосування зникають до кінця бою (що можна змінити іншою картою), надаючи пасивний ефект на всьому його протязі, інші можна використовувати скільки завгодно, але частота їх видачі на кожному новому ході залежить від кількості карт цього типу, доданих у колоду. Карти чорного кольору відповідають за атакуючі дії, карти білого за захист.
Для перемоги гравцю треба перемогти всіх ворогів; бій може закінчитися достроково, якщо вороги відступлять. Якщо Василіна втратить усі очки здоров'я — гра завершується поразкою, але кожен бій можна переграти чи повернутися на початок локації за допомогою автозбереження. У ряді локацій (в основному це квести допоміжних персонажів) є так звані бої-головоломки, в яких гравець отримує обмежений вибір карток і повинен перемогти за певну кількість ходів. Всі бої можна пропустити (звичайні після 3-х поразок, бої-головоломки після 5-ти, але тільки не на максимальному рівні складності), але це негативно впливає на прокачування.
Перемагаючи ворогів, гравець отримує очки досвіду, за допомогою яких може прокачувати Василісу, посилюючи її здібності. Також у грі присутній інвентар, який можна поповнювати купленими, знайденими або отриманими від інших персонажів предметами та травами, які мають ті чи інші ефекти.
Подорож повітом здійснюється за допомогою ігрової карти, на якій вказані дійсно існуючі географічні об'єкти (Чердинь, Вільгорт, Покча). В ігровому меню присутня енциклопедія, в якій можна ознайомитися з інформацією про особливості побуту мешканців Чердинського повіту, міфології слов'янського та корінного населення, а також прослухати Російська народна пісня (у виконанні хору Пермського крайового коледжу мистецтв і культури) та прочитати знайдені під час подорожі билички.

## Сюжет
Молода чаклунка Василіса — сирота, що перебуває під опікою діда Єгора, старого кілов'яза (чаклуна), і живе разом з ним у селі Чердинь Пермської губернії. Він намагається навчити її своєї премудрості, але дівчина не має наміру ставати відьмою і хоче втекти з села разом зі своїм нареченим. Але за кілька днів до передбачуваного моменту втечі той, з невідомих причин та за невідомих обставин, кінчає життя самогубством. Це змінює погляди Василіси. Дівчина погоджується стати віка, щоб магією повернути його до життя.
Дід Єгор передає своїй вихованці старий артефакт — Чорну книгу, запечатану сімома печатками. За переказами той, хто відкриє все, зможе спуститися в Пекло і вимагати виконання одного свого бажання. Під час навчального бою з чортом, зверненим вовком, перший друк несподівано відкривається і Василіса потрапляє в Пекло, де зустрічається з якимось зловісним створінням, яке каже їй, що уважно стежитиме за її успіхами. І вони ще не раз побачаться.
Василіса ступає на шлях вікші. Дід Єгор віддав Василині своїх бісів, які є у кожного чаклуна — кілов'яза. І тепер дівчина має вирішити, ким вона стане. Мудрою віковою, ведунею. Або чаклункою, кілов'язкою. Давати роботу бісам, псувати людей та заробляти гріхи. Або дозволяти бісам себе мучити, творячи добрі справи.
Гравець сам вибирає стиль гри. Він може як відмолити гріхи, так і заробити нові.
Василиса починає подорожувати Чердинським повітом, борючись із темними силами і зустрічаючи на шляху безліч створінь зі слов'янської та фінно-угорської міфології, попутно допомагаючи (або не допомагаючи, залежно від стилю гравця) місцевим мешканцям та гостям. Разом з нею часто подорожують її друзі та знайомі — дід Єгор, відставний солдат Микола, сусідка Прошка (який згодом виявляється древнім божком комі Войпелем), чаклун Левонтій та ворон Карниш. Заодно Василіса наживає собі і небезпечних ворогів, таких як впливова чаклунка Капітоліна Іванівна на прізвисько «Пряха» і лікар-дворянин Олександр, який приїхав з Пермі, виявився магом-революціонером.
Відкривши всі печатки, Василіса знову опиняється в Пеклі, де Сатана розкриває перед нею всі карти і пропонує, на виконання бажання, здолати його самого. Кінцева гра безпосередньо залежить від попередніх дій гравця.

## Персонажі
- Василіса — головна героїня гри, молода чаклунка, яка має намір воскресити свого нареченого за допомогою магії Чорної книги, для чого їй треба відкрити всі сім печаток. Під час подорожі може створити безліч гріхів і повністю змінити свою мотивацію, зрештою здолавши Сатану вже не з тією метою, з якою починала.
- Єгор Євлампович Чуров (дід Єгор)— старий чаклун, опікун і наставник Василини. Передостання (шоста) дитина у великій, але небагатій сім'ї, після загибелі (частково з його вини) молодшого брата вирішила стати чаклуном, навіщо пішла в помічники до Прокопія (з яким згодом ворогувала). У минулому володів Чорною книгою, але не зміг відкрити жодного друку. Передав її вихованці не без наміру, але більшу частину сюжету його мотиви залишаються приховані від гравця.
- Микола — відставний солдат, учасник Російсько-турецька війни (1877—1878), в якій відзначився під час Облоги Плевни підірвав турецьку Редуть, за що отримав Георгіївський хрест. Був засватаний підміненою дівчиною, яку за допомогою Василіси звільняє від Обдерихи.
- Прошка — біс-ікотка, що прийняв вигляд кіта і вселився в Акуліну. Після того, як Василіса виганяє його — приєднується до неї і допомагає у відкритті печаток. Мало що пам'ятає зі свого минулого, що його дуже турбує. Якщо спробувати з'ясувати це і пройти його квест — виявиться, що під личиною Прошки ховався старий бог вітру народу комі Войпель, шанування якого припинили кілька століть тому під тиском християнської церкви і через це він багато в чому забув своє минуле.
- Левонтій — чаклун-єретник, від якого залишився лише череп з одним оком. Пряха доручила йому перевіряти всіх, хто намагається потрапити до її хати, задаючи загадки. Якщо Василина вгадає всі його загадки — запропонує приєднатися до неї. Переживає, що не може самостійно пересуватись, у своєму квесті може навчитися літати.
- Карниш — син Ворса, що у вигляді ворона. Допомагає Василисі визволити село Немзя від чаклунства свого брата Філімона, запропонує приєднатися до нього, якщо воно його здолає. Мріє отримати свій гай, якщо за допомогою Василіси займає такий — переселяється туди.
- Капітоліна Іванівна (Пряха)— могутня чаклунка, що тримає місцевих селян фактично в рабстві за допомогою зачарованих предметів і складної магії. Бажає знищити всіх бісів за допомогою Чорної книги, для чого придивляється до Василіси та руками Олександра зриває весілля Миколи, перевіряючи силу її чаклунства. Коли переконується, що та не віддасть їй артефакт — виступає проти неї безпосередньо.
- Олександр — дворянин, лікар з Пермі. Учень Пряхи (що спочатку приховує), також хоче отримати Чорну книгу, але з метою перебудови суспільства за принципами «безократії» (власне перекладення ідей народництво на фольклорну специфіку). Допомагає селянам, пожертвував гроші на будівництво фельдшерський пункт фельдшерського пункту. Може перейти на бік Василіси, якщо та зможе йому довести, що Пряха має свої плани на книгу.
- Вакуль — стародавній божок, що існував ще до хрещення Комі-Перм'яцького краю, після приходу християнських місіонерів — пішов під воду. Згодом вів всіх конкурентів. Мріє про відновлення «старих часів», зберіг у своєму царстві язичницькі обряди та порядки. Періодично посилає своїх слуг (русалок та утопнів) на сушу для «покарання» тих, хто перед ним завинив.
- Русалка — прислужниця Вакуля, яку той відправив зірвати роботу солеварні, власник якої не приніс потрібної жертви. Насилу була здолана Василісою, коли та відвідує царство Вакуля — послана їм супроводжувати її. За цей час значно змінює своє ставлення до неї та згодом допомагає їй розкрити одну з печаток.
- Обдериха — банниця, яка викрала наречену Миколу. Відмовляється видати її Миколі та Василисі, була подолана ними.
- Батько Єфрем— настоятель церкви у Вільгорті. Несхвально ставиться до діда Єгора та Василіса, але, нерідко, допомагає їм. І часто сам просить допомоги. Може сповідати Василісу, якщо вона створила не дуже багато гріхів.
- Акуліна — юна селянка з Янідора, подруга Петра та Василіси. Була одержима Прошкою, після того, як Василіса виганяє його— допомагає організувати весілля Миколи. Також мріє стати чаклункою і, в деяких кінцівках, це може статися.
- Петро — молодий селянин, друг Акуліни. Погано ставиться до Василисі, але під тиском вдячної їй за порятунок від гикавки Акуліни — допомагає організувати весілля Миколи, після її зриву — обертається у вовка і потрапляє в полон до Шурали. Змінює своє ставлення до Василіси у разі, якщо вона зможе його врятувати, але озлобляється проти решти чаклунів і в кінцівках може

## Розробка
Розробка гри почалася у 2017 році. Гра була випущена у Steam, на PlayStation 4, Xbox One та Nintendo Switch 10 серпня 2021 року.
Це друга гра, розроблена російською командою Morteshka, їх попередній проект The Mooseman черпає натхнення з фіно-угорських переказів і племен Чудь із Північної Європи.